# Цефотаксим
Цефотакси́м — антибіотик з групи цефалоспоринів III покоління для парентерального введення з широким спектром дії. Цефотаксим уперше синтезований у 1976 році в лабораторії німецької компанії «Hoechst», яка розпочала його випуск під торговельною маркою «Клафоран».

## Фармакологічні властивості
Цефотаксим — антибіотик широкого спектра антимікробної дії. Діє бактерицидно; пригнічуючи синтез клітинної стінки бактерій, як і інші β-лактамні антибіотики. Препарат активний як до грампозитивних бактерій — (стафілококів, як продукуючих, так і непродукуючих пеніциліназу; стрептококів; Corynebacterium diphtheriae; клостридії; так і до грамнегативних: Haemophilus spp., Bordetella pertussis, Moraxella spp., сальмонели, єрсінії, Enterobacter spp., клебсієли, Escherichia coli, Serratia spp., Proteus spp., нейсерії, шигели, Acinetobacter; а також фузобактерії, Propionibacterium, Erysipelotryx, пептострептококи. Гірше, чим цефалоспорини I і II поколінь, впливає на грампозитивні коки. Препарат неактивний до туберкульозної палички, лістерій, Enterococcus spp., Pseudomonas aeruginosa та інші представники роду Pseudomonas, Stenotrophomonas maltophilia, а також до більшості штамів Clostridium difficile. Оскільки цефотаксим у меншому ступені зв'язується з білками плазми крові, ніж цефтріаксон, тому він є безпечнішим при застосуванні у новонароджених, оскільки при його застосуванні спостерігається менший ризик гіпербілірубінемії новонароджених.

### Фармакодинаміка
Після одноразового внутрішньовенного введення препарату в дозі 0,5—1 г максимальна концентрація в крові досягається протягом 5 хвилин, при внутрішньом'язовому введенні — 30 хвилин. Високі концентрації препарату виявляються в міокарді, кістках, жовчевому міхурі, шкірі, м'яких тканинах, а також у рідинах організму(спинномозковій, перикардіальній, плевральній, перитонеальній, синовіальній). Цефотаксим проникає через плацентарний бар'єр та виділяється в грудне молоко. В крові препарат на 30—50 % зв'язується з білками плазми. Біодоступність антибіотика становить 90 % при внутрішньом'язовому введенні і 100 % — при внутрішньовенному введенні. Цефотаксим метаболізується у печінці з утворенням активного метаболіту (дезацетилцефотаксим) і 2-х неактивних метаболітів. Період напіввиведення цефотаксиму при внутрішньовенному введенні становить 1 годину і 1—1,5 години при внутрішньом'язовому введенні. Період напіввиведення дезацетилцефотаксиму більший, ніж цефотаксиму. Препарат виводиться нирками, частково (25—36 %) — у незміненому вигляді, а також у вигляді активних та неактивних метаболітів. Частково екскретується з жовчю і в грудне молоко. При хронічній нирковій недостатності і в осіб літнього віку період напіввиведення збільшується вдвічі, а в недоношених дітей (маса тіла менше 1,5 кг) може зростати до 4,6 години. У дітей з масою тіла більше 1,5 кг період напіввиведення становить 3,4 години.

## Показання до застосування
Цефотаксим застосовують при бактеріальних інфекціях, що спричинюють чутливі до нього збудники, а саме:
- інфекціях нижніх дихальних шляхів (бронхіти, пневмонії, плеврити, абсцес легень);
- інфекціях сечовивідних шляхів (у тому числі гонорея і хламідіоз);
- інфекціях ЛОР-органів (ангіни, отити);
- ендокардиті;
- сепсисі;
- деяких інфекційних хворобах — бактеріальному менінгіті; хворобі Лайма; септичному перебігу сальмонельозу;
- інфікованих ранах та опіках;
- інфекціях шкіри, кісток та суглобів;
- інтраабдомінальних тазових інфекціях; а також для профілактики післяопераційних інфекцій.

## Побічна дія
При застосуванні цефотаксиму можуть спостерігатись наступні побічні ефекти:
- Алергічні реакції — рідко (менше 5 %[5]) кропив'янка, гарячка, свербіж шкіри, дуже рідко (0,0001-0,1 %[5]) бронхоспазм, синдром Стівенса-Джонсона, синдром Лаєлла, анафілактичний шок, ангіоневротичний набряк.
- З боку нервової системи — рідко головний біль і запаморочення, дуже рідко (при введенні препарату в дуже високих дозах або при нирковій недостатності) судоми, оборотна енцефалопатія.
- З боку травної системи — часто (1—10 %) нудота, блювання, метеоризм, біль у животі, дисбіоз, діарея або запор, порушення функції печінки, стоматит, глосит, кандидоз ротової порожнини, псевдомембранозний коліт (частіше у перші тижні лікування).
- З боку сечовидільної системи рідко (частіше при сумісному застосуванні з аміноглікозидами) порушення функції нирок, оліґурія, інтерстиціальний нефрит.
- З боку серцево-судинної системи — дуже рідко при швидкому введенні в центральну вену можливий розвиток потенційно загрозливої життю аритмії.
- Зміни в лабораторних аналізах — часто (1—10 %) підвищення активності амінотрансфераз і лужної фосфатази, гіпербілірубінемія, рідко лейкопенія, нейтропенія, еозинофілія, гранулоцитопенія, тромбоцитопенія, явища гіпокоагуляції, збільшення рівня сечовини і креатиніну в крові, гіперкальціємія, позитивна реакція Кумбса; у поодиноких випадках спостерігалась гемолітична анемія.
- Місцеві реакції — при внутрішньом'язовому введенні відмічається болючість, спостерігають інфільтрат в місці введення; при внутрішньовенному введенні спостерігають болючість по ходу вени і флебіти.

## Протипоказання
Протипоказанням до введення цефотаксиму є підвищена чутливість до β-лактамних антибіотиків, тяжка хронічна ниркова недостатність, неспецифічний виразковий коліт (у тому числі в анамнезі), діти до 2,5 років (для внутрішном'язового способу введення), внутрішньосерцеві блокади без встановленого водія ритму. З обережністю застосовують препарат при вагітності та годуванні грудьми.

## Форми випуску
Цефотаксим випускається у вигляді порошку в флаконах для ін'єкцій по 0,25; 0,5; 1,0 та 2,0 г.

## Цікавий факт
Застосування цефотаксиму розпочалось на початку 80-х років ХХ століття у Німеччині. Уже за рік, у 1982 році в Аргентині, були виявлені штами бактерій Klebsiella pneumoniae, які мали здатність інактивувати цефотаксим, та були нечутливі до препарату.